# سیارک ۲۶۵۴۶
سیارک ۲۶۵۴۶ (به انگلیسی: 26546 Arulmani، نامگذاری:2000DH41)۲۶۵۴۶مین سیارک کشف شده‌است که در ۲۹ فوریه ۲۰۰۰ کشف شد.